# Multi Channel Marketing
Multi Channel Marketing (marketing wielokanałowy) to rodzaj marketingu, w którym potrzeby klientów są identyfikowane, pobudzane i zaspokajane poprzez różne kanały komunikacji i sprzedaży. 
Jeśli do komunikacji z klientami używa się wyłącznie z kanałów (mediów) elektronicznych, mówi się wtedy o eChannnel Marketing. Jest on wykorzystywany najczęściej w tzw. handlu elektronicznym (eCommerce).